# Pavel Urysohn

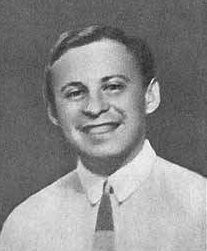
Pavel Urysohn

Pavel Urysohn (Russisch: Павел Самуилович Урысон; Pavel Samoeilovitsj Oeryson, Oekraïens: Павло Самуїлович Урисон) (Odessa, 3 februari 1898 – Batz-sur-Mer, 17 augustus 1924) was een Russische wiskundige, die bekend is voor zijn bijdragen aan de theorie van de dimensies, en voor de ontwikkeling van de metriseerbaarheidsstellingen van Urysohn en het lemma van Urysohn, beide fundamentele resultaten in de topologie. Zijn naam wordt ook herdacht in de term 'Menger-Urysohn-dimensie'. De moderne definitie van compactheid werd door Pavel Aleksandrov en Urysohn in 1923 gegeven.
Urysohn studeerde van 1915 tot 1921 aan de Universiteit van Moskou. Zijn leermeesters waren Nikolaj Loezin en Dmitri Jegorov. Aanvankelijk studeerde hij natuurkunde, waarover hij in zijn eerste jaar ook een artikel publiceerde. In 1919 behaalde hij zijn graad, waarna hij in 1921 promoveerde met een proefschrift over integraalvergelijkingen. Na zijn studie verkreeg hij een lectoraat aan de Universiteit van Moskou.
Geïnspireerd door enige door Jegorov gestelde vragen hield hij zich aanvankelijk bezig met het begrip dimensie in de verzameling-theoretische topologie, zonder dat hij nog het het werk van de beroemde Nederlandse topoloog Brouwer hierover uit 1913 kende. De door hem ontwikkelde theorie publiceerde Urysohn in 1922 in de acten van de Franse Academie (Comptes Rendus) en in het Poolse wiskundige tijdschrift "Fundamenta Mathematicae". Later herkende zijn vriend Pavel Aleksandrov, met wie hij in 1923-1924 samen Göttingen bezocht, de equivalentie van het werk van Urysohn met de theorie van Karl Menger. Op hun laatste reis naar West-Europa in 1924 bezochten hij en Aleksandrov David Hilbert in Göttingen, Felix Hausdorff in Bonn en Brouwer in Amsterdam. Daarna huurden de twee een huis in Bretagne. Hier kwam hij in augustus 1924 om het leven toen hij samen met Pavel Aleksandrov in de Atlantische Oceaan aan het zwemmen was. Door sterke stroming en hoge golven werd Urysohn met grote kracht op de rotsen geworpen, waarbij hij dodelijk gewond raakte. Aleksandrov had meer geluk en kwam op het strand terecht.
Aleksandrov gaf het laatste werk van zijn vriend uit. Urysohn had de maanden voor zijn dood gewerkt aan de theorie van de metrische ruimten, waar een aantal fundamentele resultaten, waaronder de Metriseerbaarheidsstelling van Urysohn, van hem afkomstig zijn.

## Voetnoten
1. ↑  Eerst later in  Göttingen leerde hij dit werk kennen en vond hij ook gelijk een fout in Brouwers werk. Brouwer was hiervan onder de indruk.